# Galaxy Express 999 (série télévisée d'animation)
Pour les articles homonymes, voir Galaxy Express 999.
Galaxy Express 999 (銀河鉄道999, Ginga Tetsudō 999) est une série télévisée de science-fiction d'animation japonaise en 113 épisodes de 24 minutes, adaptation du manga éponyme de Leiji Matsumoto et diffusée entre le 14 septembre 1978 et le 26 mars 1981 sur Fuji TV.
En France, la série a été diffusée à partir du 11 septembre 1988 sur TF1 dans Club Dorothée.

## Synopsis
2221[réf. nécessaire]. Après avoir été témoin de l'assassinat de sa mère par le Comte de Fer, Teddy, un jeune garçon, rencontre Marina, une mystérieuse femme qui lui offre un billet pour le Galaxy Express 999. Ce train de l'espace les conduit vers la Métal, une planète où l'on robotise les humains afin d'atteindre l'immortalité. Au cours de leur long voyage, ils visitent de nombreuses planètes et leurs rencontres leur font prendre conscience que l'immortalité n'est pas une solution.

## Fiche technique
- Titre : Galaxy Express 999
- Titre original : 銀河鉄道999 (Ginga Tetsudō Surī Nain?)
- Réalisation : Nobutaka Nishizawa
- Scénario Keisuke Fujikawa, Hiroyasu Yamaura et Yoshiaki Yoshida d'après Galaxy Express 999 de Leiji Matsumoto
- Personnages : Shingo Araki, Michi Himeno, Shigeru Kogawa et Kazuo Komatsubara
- Décors : Yūji Urata
- Musique : Nozomi Aoki
- Directeur de l'animation : Shigeru Kogawa
- Directeur artistique : Mataharu Urata
- Production : Toei Animation
- Adaptation française : AB Production
- Pays d'origine :  Japon
- Durée : 113 × 24 minutes
- Dates de diffusion :
  - Japon : 14 septembre 1978
  - France : 1988

## Distribution

### Voix originales
- Masako Nozawa : Tetsurō Hoshino
- Masako Ikeda : Maetel
- Kaneta Kimotsuki : le contrôleur
- Hitoshi Takagi : le narrateur
- Banjō Ginga : le père de Maetel
- Makio Inoue : Harlock
- Ikuko Tani : Andromeda Promethium
- Kōji Totani puis Keaton Yamada : l'ordinateur de bord C62-50
- Kazuhiko Inoue : Zeronimo
- Ryôko Kinomiya : Puromeshumu
- Akiko Tsuboi : la mère de Tetsurô
- Mie Higashi : Redoriru
- Ai Sakuma : l'autre Maetel
- Osamu Ichikawa : Yurius
- Masashi Amenomori : Masashi Amenomori
- Tôru Furuya : Zeeder
- Akira Kamiya : Prider
- Ken'ichi Ogata : la dessinatrice
- Kaneto Shiozawa : Sirius
- Rokurô Naya : Burudasu
- Shigeru Chiba : Futoshi Adachi
- Keiko Yokozawa : Hanako
- Isamu Tanonaka : Waterpress
- Miyuki Ichijô : Kufuremu
- Ikuko Tani : Emeraldas
- Masako Ebisu : Ferasu
- Kiyoshi Komiyama : Taro
- Chiyoko Kawashima : Seimeitai A
- Yumi Nakatani : Seimeita B
- Mieko Nobusawa : Shadow
- Takeshi Aono : Edmond
- Masaharu Satō : Clone B
- Mikio Terashima : Gunman
- Norio Wakamoto : Mû

### Voix françaises
Il existe deux doublages pour la série. Le premier ne comprend que les épisodes 1, 3 et 4 et fut destiné à une édition en VHS sortie chez Jacques Canestrier. Le deuxième couvre les épisodes 1 à 37 ainsi que le 39, et a été utilisé pour la diffusion TV et les autres éditions VHS. 

#### Premier Doublage des épisodes 1, 3 et 4
- Marcelle Lajeunesse : Télado
- Francine Lainé : Manéta
- Michel Gatineau : le contrôleur, le père de Télado, l'ordinateur C62-50, le père de Manéta
- Jean-Henri Chambois : le narrateur, le Duc, Antalius
- Marie-Martine : la mère de Télado, Claire
- Lita Recio : la vieille dame

#### Second Doublage des épisodes 1, 3 et 4 et Doublage des épisodes 2, 5 à 37 et 39
- Emmanuel Curtil : Teddy
- Virginie Ledieu : Marina
- Paul Bisciglia : le contrôleur
- Raoul Delfosse : le narrateur, Antalius, le chevalier noir, Oro-Oro, l'écrivain, voix additionnelles
- Joëlle Guigui : la mère de Teddy, Noémi, Claire, Sinistra du cimetière
- Jean-Claude Montalban : le père de Teddy, Zeronimo
- Marion Game : Leuze
- Joëlle Fossier : Léonie, Lisa, voix additionnelles
- Catherine Privat : Sleeki, Sinistra, Lala, voix additionnelles
- Vincent Ropion : Sleepi, le gardien des fossiles, le pianiste, Wheel Lock (1re voix), voix additionnelles
- Sady Rebbot : le père de Léonie, le professeur Mestoul, voix additionnelles
- Danièle Douet : la dessinatrice, l'autre Marina, voix additionnelles
- Francis Lax : le chef de la police d'Immacula, le professionnel de la gâchette, Monti l'homme de bois  :
- Stéphanie Murat : Esmeralda, la reine Eglantine
- Brigitte Lecordier : Cathy, voix additionnelles
- Anne Jolivet : Rose-Marie, la fiancée de Olo-Olo, la mère de Cathy
- Michel Bedetti : Takezan, le vieux commandant
- Sophie Gormezano : Fabala, la mère de Wheel Lock, Vickie, Miaou, Jimmy
- Philippe Ogouz : Wheel Lock (2de voix), le professeur Cyclopos, voix additionnelles
- Jane Val, Jackie Berger, Hervé Jolly, Nathaniele Esther, Gérard Dessalles, Virginie Ogouz, Maurice Sarfati : voix additionnelles

Version française :
- Société de doublage : Studio SOFI

 Source : voix françaises sur Planète Jeunesse.

## Développement
Dès 1977, alors que le manga n'en est qu'à sa première année, le studio Tōei Animation décide d'adapter le manga à succès de Leiji Matsumoto. La série est diffusée à partir de septembre 1978. Cette même année, d'autres séries animées impliquant Leiji Matsumoto sont à l'antenne comme Uchû Kaizoku Captain Harlock (Albator, le corsaire de l'espace) ou encore SF Saiyûki Starzinger.

### Diffusion
Au Japon, la série démarre en septembre 1978. La série est diffusée le jeudi à 19 h sur Fuji TV dans le créneau qu'occupait la série Jetter Mars (remake d'Astro Boy). 113 épisodes jusqu'en 1981, année où la série se termine. Elle sera remplacée par Shin Taketori Monogatari Sennen Joô (La Reine du fond des temps), une autre série de Matsumoto qui raconte l'histoire de la mère de Maetel, l'héroïne de Galaxy Express 999 à savoir Râ Andromeda Promethium.
Dix ans plus tard, la série est également diffusée en France, à partir de septembre 1988 sur TF1 et La Cinq. Seuls 38 épisodes sont doublés, de l'épisode 1 à l'épisode 37. L'épisode 39 sert de conclusion pour cette adaptation. Ces épisodes seront rediffusés plusieurs fois sur AB Cartoons/Mangas en 1998 et 1999.

### Accueil
Galaxy Express 999 est dans les 60 séries animées japonaises ayant fait le plus d'audience. À l'époque, la concurrence n'est pas forte car aucune série animée n'est diffusée en même temps qu'elle, excepté pendant les 13 derniers épisodes où Hoero Bunbon (Tchaou et Grodo) est diffusé sur une chaîne concurrente.

### Différence avec le manga
Les épisodes ne suivent pas toujours la même chronologie et la série animée s'arrêtera avant la fin du manga, jusqu'au 3e arrêt du volume 12, Le Voyage de Maetel. Les épisodes sont parfois plus développés que les chapitres du manga et certains personnages sont ajoutés. La diffusion et la publication simultanées permet aux deux œuvres en parallèle de s'enrichir. Ainsi, le manga d'origine est influencé par sa propre adaptation, comme le chapitre Le Pirate du château du temps. La série contient également des épisodes inédits en manga et parfois des adaptations d'autres mangas de Matsumoto réécrits dans le contexte de cette série.

## Les téléfilms
Ces téléfilms sont des adaptations d'épisodes de la série :
1. Peux-tu vivre comme un guerrier !? (君は戦士のように生きられるか！？, Kimi wa Senshi no Yô ni Ikirareru ka !??) (11 octobre 1979, 92 min, tiré des épisodes 12 et 13)
2. Emeraldas, l'éternelle voyageuse (永遠の旅人エメラルダス, Eien no Tabibito Emeraldas?) (3 avril 1980, 48 min, tiré de l'épisode 22)
3. Peux-tu être aimée comme une mère ! (君は母のように愛せるか！！, Kimi wa Haha no Yô ni Aiseruka !!?) (2 octobre 1980, 93 min, tiré des épisodes 51 et 52)
4. Le Départ et l'adieu du garçon (少年の旅立ちと別れ, Shônen no Tabidachi to Wakare?) (diffusé le 5 avril 1982 mais initialement prévu pour le 2 avril 1981, 25 min, tiré des épisodes épisodes 1, 79 à 81 et 112 à 113)

Il existe aussi le court-métrage Claire des glaces (ガラスのクレア, Glass no Clair) (15 mars 1980, 17 min, tiré de l'épisode 3)

## DVD
Les 113 épisodes ont été édités en 6 box au Japon. Il existe aussi différentes éditions de la série en import.
En France, la série a été partiellement éditée en un coffret de 8 VHS qui contiennent les épisodes 1 à 32 à l'exception de l'épisode 2, resté inédit. Les épisodes 33 à 37, et l'épisode 39, quoique doublés en français, sont inédits en VHS à ce jour, ils existent cependant en DVD de 1 à 37.
Les trois films Galaxy Express 999, Adieu Galaxy Express 999 et Galaxy Express 999: Eternal Fantasy ont été édités en DVD au Japon ; seul le premier d'entre eux l'a été en France. Il existe toutefois une version raccourcie d'Adieu Galaxy Express 999 doublée en français, sortie en VHS chez Orion.
Le prélude de Galaxy Express 999, Space Symphony Maetel a également été édité en version française, de même que Queen Emeraldas.